# Cecilia Salvai
Cecilia Salvai (* 2. Dezember 1993 in Pinerolo) ist eine italienische Fußballspielerin. Die Abwehrspielerin nahm mit der A-Nationalmannschaft an den Europameisterschaften 2013 und 2017 teil, in denen sie insgesamt fünf Turnierspiele bestritt.

## Karriere

### Vereine
Salvai begann mit dem Fußballspielen beim FCD Real Canavese, für den sie 2008 im Seniorinnenbereich debütierte. Ein Jahr später wechselte sie zu ACF Turin in die Serie A. Zur Saison 2012/13 wechselte sie zum Schweizer Zweitligisten FCF Rapid Lugano, den sie jedoch nach nur einer Saison in der Nationalliga B verließ. Es folgten drei Saisons für den ASD AGSM Verona CF und eine Saison für den ACF Brescia.
Seit August 2017 spielt sie für den italienischen Erstligisten Juventus Turin, mit dem sie (bislang) fünfmal die Meisterschaft gewann und je dreimal den nationalen Vereinspokal und den Superpokal. In der Saison 2022/23 bestritt sie 18 Punktspiele, in denen sie zwei Tore erzielte.

### Nationalmannschaft
Salvai debütierte als Nationalspielerin am 30. Mai 2011 für die U19-Nationalmannschaft, die in Imola das erste Spiel der Gruppe A mit 2:1 gegen die U19-Nationalmannschaft Russlands im Turnier um die Europameisterschaft gewann. Im dritten Gruppenspiel, beim 3:1-Sieg über die U19-Nationalmannschaft Belgiens, gelang ihr mit dem Treffer zum Ausgleich in der 64. Minute ihr erstes Länderspieltor. Im September 2011 und im März/April 2012 bestritt sie jeweils drei weitere Einsätze für die Nationalmannschaft dieser Altersklasse.
Im August 2012 bestritt sie drei Länderspiele für die U20-Nationalmannschaft in der WM-Gruppe B, bevor sie am 19. September 2012 in Athen ihr A-Länderspieldebüt gab; das letzte Spiel der EM-Qualifikationsgruppe 1 endete gegen die Nationalmannschaft Griechenlands torlos.
An der vom 20. Juli bis zum 20. August 2023 in Australien und Neuseeland stattgefundenen Weltmeisterschaft nahm eine italienische Frauenfußballmannschaft nach 1991, 1999 und 2019 zum vierten Mal teil, Salvai, die dem Kader angehörte, zum ersten Mal.
Am 24. Juni 2025 wurde sie für den EM-Kader nominiert.

## Erfolge
- Italienische Meisterin: 2018, 2019, 2020, 2021, 2022, 2025
- Italienischer Pokalsiegerin: 2019, 2022, 2023
- Italienische Supercupsiegerin: 2019, 2020, 2021
- Wahl ins Team des Jahres der Serie A: 2019, 2021